# 制限表面

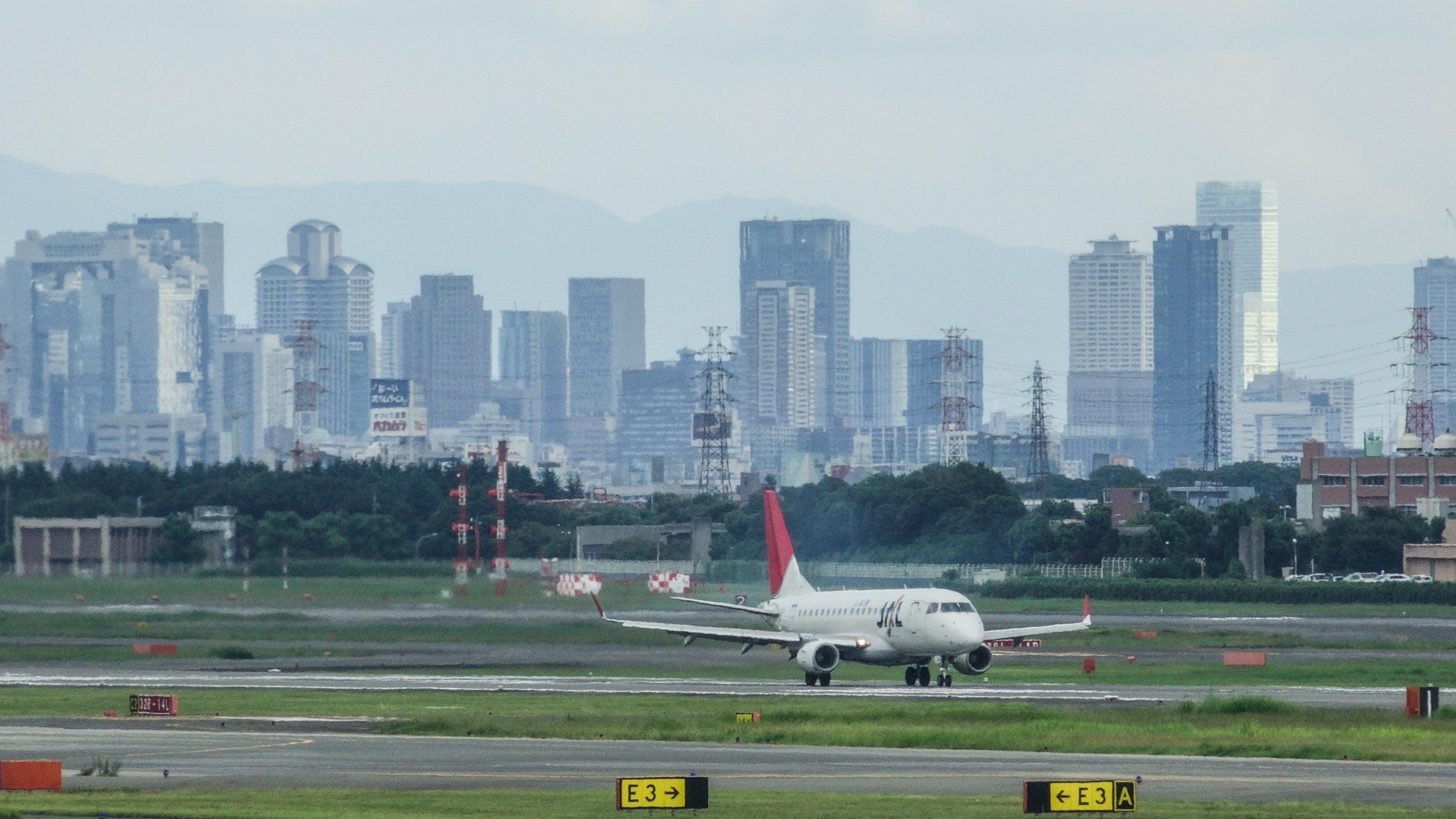
大阪国際空港から望むあべのハルカス　手前側が制限区域

制限表面（せいげんひょうめん、英:obstacle limitation surfaces）とは、航空機の安全な航行を目的として飛行場の周辺空間に設定される面である。
この面より上の空間に建造物や植栽などの物件を設置し、植栽し、または留置することは、日本では航空法により原則として禁じられている。以下は日本国内の場合について記述する。

## 制限表面に係る規制等

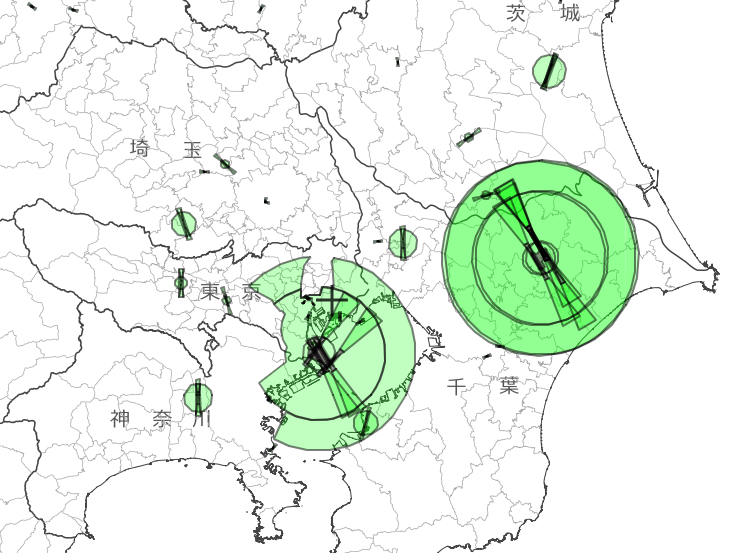
関東地方の制限表面

航空法第49条により、『空港の制限表面よりも上の空間に建造物や植栽などの物件を設置し、植栽し、または留置すること』（抄）は、原則として禁じられている。
ここで言う「空港」とは空港法第2条に規定する「空港」（「公共の用に供する飛行場」）である。よって、一般には「○○飛行場」と呼ばれている飛行場であっても該当する。ヘリポートであっても設置経緯や規模などにより空港法の「空港」に該当する場合がある。その他のヘリポートや農道離着陸場（農道空港）等は概ね「場外離着陸場」であるが、それらの設置には国土交通大臣の許可が必要であり、実際上の問題はない（場所に限り許可される）。
実際に設定される制限表面の空域については、それぞれの飛行場によって異なる。
進入表面又は転移表面以外の制限表面については、以下に該当する（と国土交通省が認めた）物件等であって、かつ空港の設置者の承認を受けたものについては、制限が緩和される場合がある。（航空法施行規則第92条の5）
- 仮設物
- 法令により設置が義務付けられている避雷設備
- 地形又は既存物件との関係から航空機の飛行の安全を特に害しない物件

実際に、（国土交通省および）該当空港により制限表面を越える物件等の建設等が特認される場合がある。

## 制限表面の種類

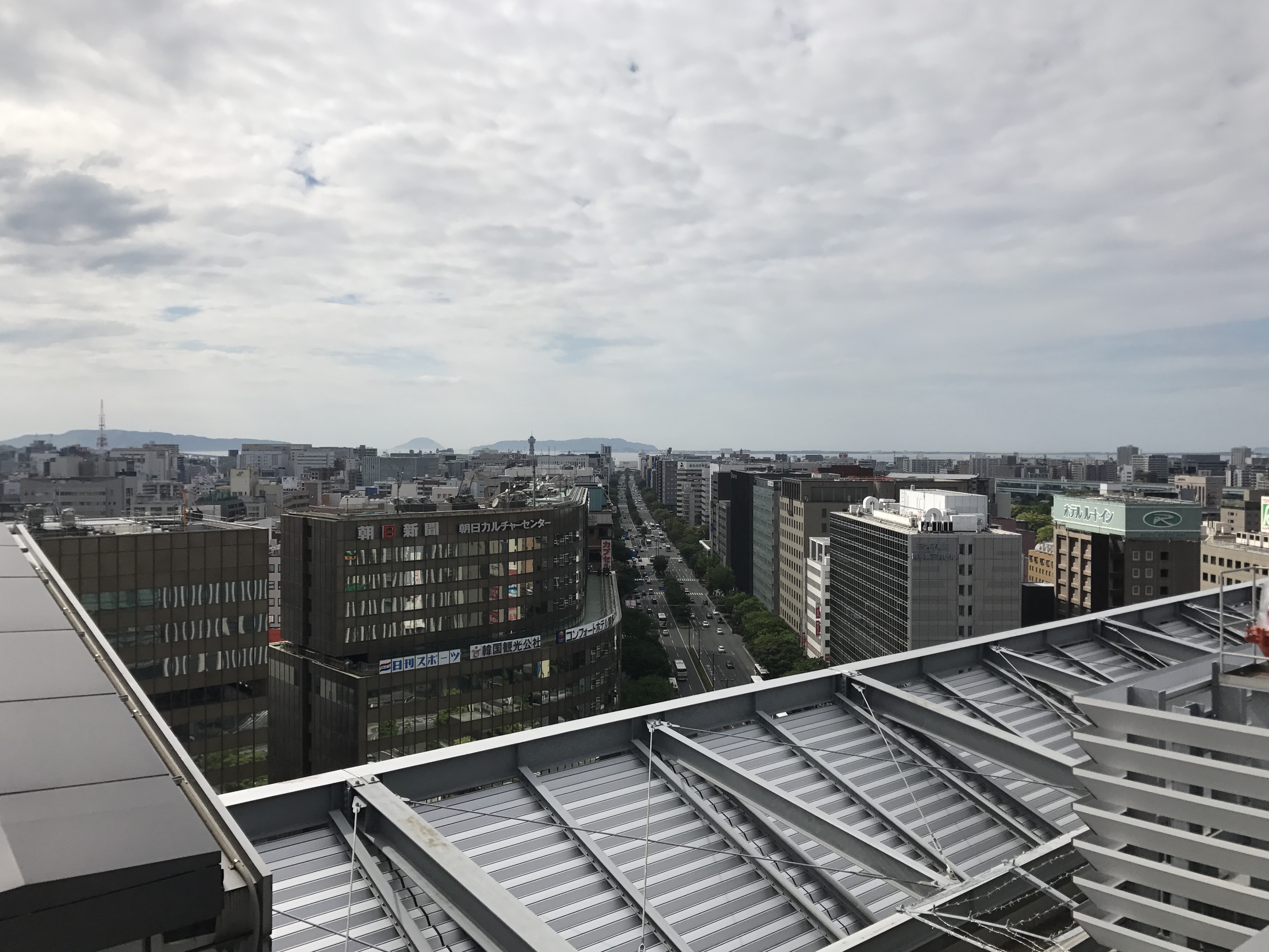
JR博多シティから大博通り方面の展望。一帯が福岡空港の水平表面下にあり、ビルの高さが揃っている。

制限表面の種類は以下のとおりである。同一の点において2つ以上の表面が重なるときは、最も低い表面が適用される。
なお、延長進入表面、円錐表面及び外側水平表面については、空港法第4条に掲げる拠点空港及び同法第5条に規定する地方管理空港のうち政令で定める空港について国土交通大臣が指定することができる（航空法第56条）。
進入区域
着陸帯の短辺の両端及びこれと同じ側における着陸帯の中心線の延長3,000m（ヘリポートでは2,000m以下で国土交通省令で定める長さ）の点において中心線と直角をなす一直線上におけるこの点から375m（ILS/PAR利用の場合600m、ヘリポートでは当該短辺と当該一直線との距離に十五度の角度の正切を乗じた長さに当該短辺の長さの二分の一を加算した長さ）の距離を有する二点を結んで得た平面をいう。 （航空法第2条第7項）
進入表面
着陸帯の短辺に接し、水平面と上方に国土交通省が定める1/50以上の勾配をなす平面のうち、投影面が進入区域と一致する部分。（航空法第2条第8項）
水平表面
飛行場の標点の垂直上方45mの点を含む水平面のうち、この点を中心として国土交通省が定める4000m以下の半径の円の内部。（航空法第2条第9項）
転移表面
着陸帯の長辺に接し、水平面と外側上方に1/7の勾配（ヘリポートでは国土交通省が定める1/4以上の勾配）をなす面のうち、その末端が水平表面との接線になる部分
進入表面の斜辺に接し、水平面と外側上方に1/7の勾配（ヘリポートでは国土交通省が定める1/4以上の勾配）をなす面のうち、その末端が水平表面との接線になる部分
（航空法第2条第10項）
延長進入表面
設定のない空港もある。
進入表面を含む平面のうち、進入表面の外側底辺、進入表面の斜辺の外側上方への延長線、進入表面の外側底辺の平行線であって進入表面の内側底辺からの水平距離が15,000mのもの、の4本の直線で囲まれる部分。（航空法第56条第2項）
円錐表面
設定のない空港もある。
水平表面の外縁に接し、水平面と上方に国土交通省令で定める1/50以上の勾配をなす面で、その投影面が飛行場の標点を中心として国土交通省令で定める16500m以下の半径で水平に描いた円周で囲まれる部分のうち、航空機の離着陸の安全を確保するために必要な部分として指定された部分。（航空法第56条第3項）
外側水平表面
設定のない空港もある。
円錐表面の外縁に接する水平面で、飛行場の標点を中心として国土交通省令で定める24000m以下の半径で描いた円周の内部（ただし、円錐表面との接線より内部は含まない）のうち、航空機の離着陸の安全を確保するために必要な部分として指定された部分。（航空法第56条第4項）
内側進入表面、内側転移表面
ILSカテゴリーII、III運航のために、進入表面と転移表面それぞれの内側にさらに設定するもの。ICAO Annex14に規定があるものの、日本においては設けられていない。

## その他の制限表面等に関連する規制

### 打ち上げ等の禁止等
以下の物件の打ち上げ、または飛行、浮遊させる等の行為は禁止されている。（航空法第99条の2第1項、航空法施行規則第209条の3）
- ロケット、花火、ロックーンなどの物件を次の空域（以降「禁止空域」）に打ち上げること
  - 航空交通管制圏または航空交通情報圏内の次の空域
    - 地表・水面から150m以上の高さの上空
    - 制限表面の上空
    - 制限表面の設定がない飛行場周辺の告示で定める空域（国土交通省告示第1404号[2]）
      - 2018年11月現在、三沢飛行場、木更津飛行場、岩国飛行場に制限空域が設定されている。

  - 高度変更禁止空域（航空法第82条第2項）
  - 航空交通管制区内（後述）の特別管制空域
- 気球（玩具用のもの及びこれに類する構造のものを除く。）を「禁止空域」に放し、又は浮揚させること。
- 凧を「禁止空域」に揚げること。[3]
- 模型航空機（無人航空機を除く）を「禁止空域」で飛行させること。
- 可視光線レーザー光を「禁止空域」を飛行中の航空機に向けて照射すること。[3]
- 航空機の集団飛行を「禁止空域」で行うこと。
- ハンググライダー又はパラグライダーの飛行を「禁止空域」で行うこと。

また、次の行為は航空機の飛行に影響を及ぼすおそれのある行為として、事前に国土交通大臣への「飛行通報書」（NOTAMに使用される）の届出（通報）が義務付けられている。ただし、物件の設置及び植栽を除く。（航空法第99条の2第2項、航空法施行規則第209条の4）
- ロケット、花火、ロックーンなどの物件を次の空域(前述の「禁止空域」を除く。以降「届出空域」）に打ち上げること
  - 制限表面の上空
  - 制限表面の設定がない飛行場周辺の告示で定める空域（平成28年国土交通省告示第1404号[2]）
    - 2018年11月現在、三沢飛行場、木更津飛行場、岩国飛行場に制限空域が設定されている。

  - 航空路内であって、地表・水面から150m以上の高さの上空
  - 地表・水面から250m以上の高さの上空
- 気球（玩具用のもの及びこれに類する構造のものを除く。）を「届出空域」に放し、又は浮揚させること。
- 模型航空機（無人航空機を除く）を「届出空域」で飛行させること。
- 凧を「届出空域」に揚げること。[3]
- 航空機の集団飛行を「届出空域」で行うこと。
- ハンググライダー又はパラグライダーの飛行を制限表面の上空、または制限表面の設定がない飛行場周辺の告示で定める空域（平成28年国土交通省告示第1404号[2]）で行うこと。

（用語）
航空交通管制区
地表・水面から200m以上の高さの空域のうち、国土交通大臣が告示で指定するもの。（航空交通管制区、航空交通管制圏等の指定に関する告示）
告示の平成16年2月19日改正施行により、南西諸島を含む日本列島と周辺の上空、地表・水面から600m以上はほぼ全面的に指定されており、空港等の種別に応じ、標点から半径72kmの円内の地表・水面から300m以上、または半径36kmの円内の地表・水面から200m以上が指定されている。
航空交通管制圏
国土交通大臣が告示で指定する空港等と、その上空の空域のうち、国土交通大臣が告示で指定するもの。（航空交通管制区、航空交通管制圏等の指定に関する告示）
主として、着陸帯の標点から半径9kmの円内の、地表・水面から、標高3,000 - 6,000ft（約914 - 1,828m）上空までの空域
航空交通情報圏
航空交通管制圏が設置されない空港等と、その上空の空域のうち、国土交通大臣が告示で指定するもの

### その他の規制空域
上記の制限表面や、打ち上げ等の禁止等に掛かる空域規制のほか、次の規制空域が存在する。
- 飛行禁止区域あるいは飛行制限区域　（航空法第80条・同施行規則第173条）
  - 予め国土交通省告示によって行われる場合と（官報等に掲載、各航空機関において共有）、急を要するためNOTAMにより公告される場合とがある。
- 民間訓練試験空域（航空法第95条の3）
- 自衛隊・在日米軍の陸上または洋上の射爆撃場に係る制限空域または試験航空空域
- 米軍制限空域（横田空域など）

その他、重要影響事態法に言う重要影響事態その他の有事においては、条約により外国府の軍隊等が飛行禁止区域を指定する場合もある。